# Koto Rami
Koto Rami is een bestuurslaag in het regentschap Merangin van de provincie Jambi, Indonesië. Koto Rami telt 628 inwoners (volkstelling 2010).